# Старокасьянівський заказник
Старокасьянівський — ландшафтний заказник місцевого значення в Покровському районі Дніпропетровської області, с. Катеринівка та смт Покровське.
По тальвегам балок у заплаві р. Вовча розповсюджені лучні, лучно-болотні та водяні комплекси. У межах привододільно-балкових ландшафтів територія включає степові схили балок, штучні лісонасадження.
Площа заказника — 3504,2 га, створений у 2011 році.

## Галерея

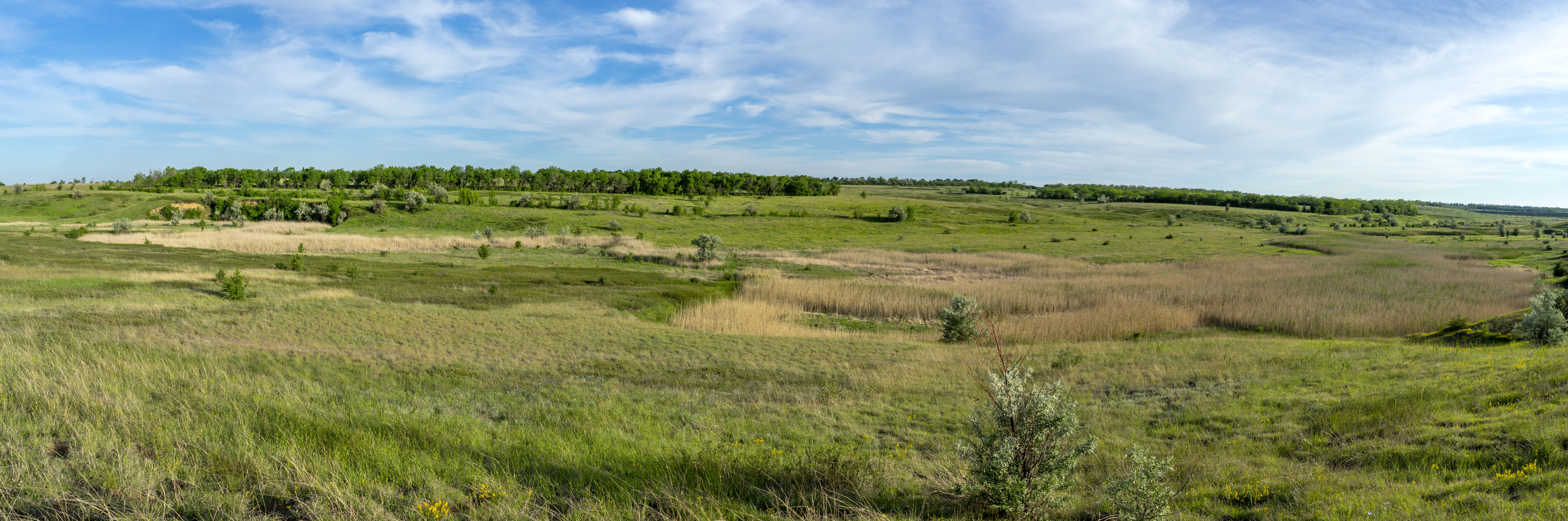
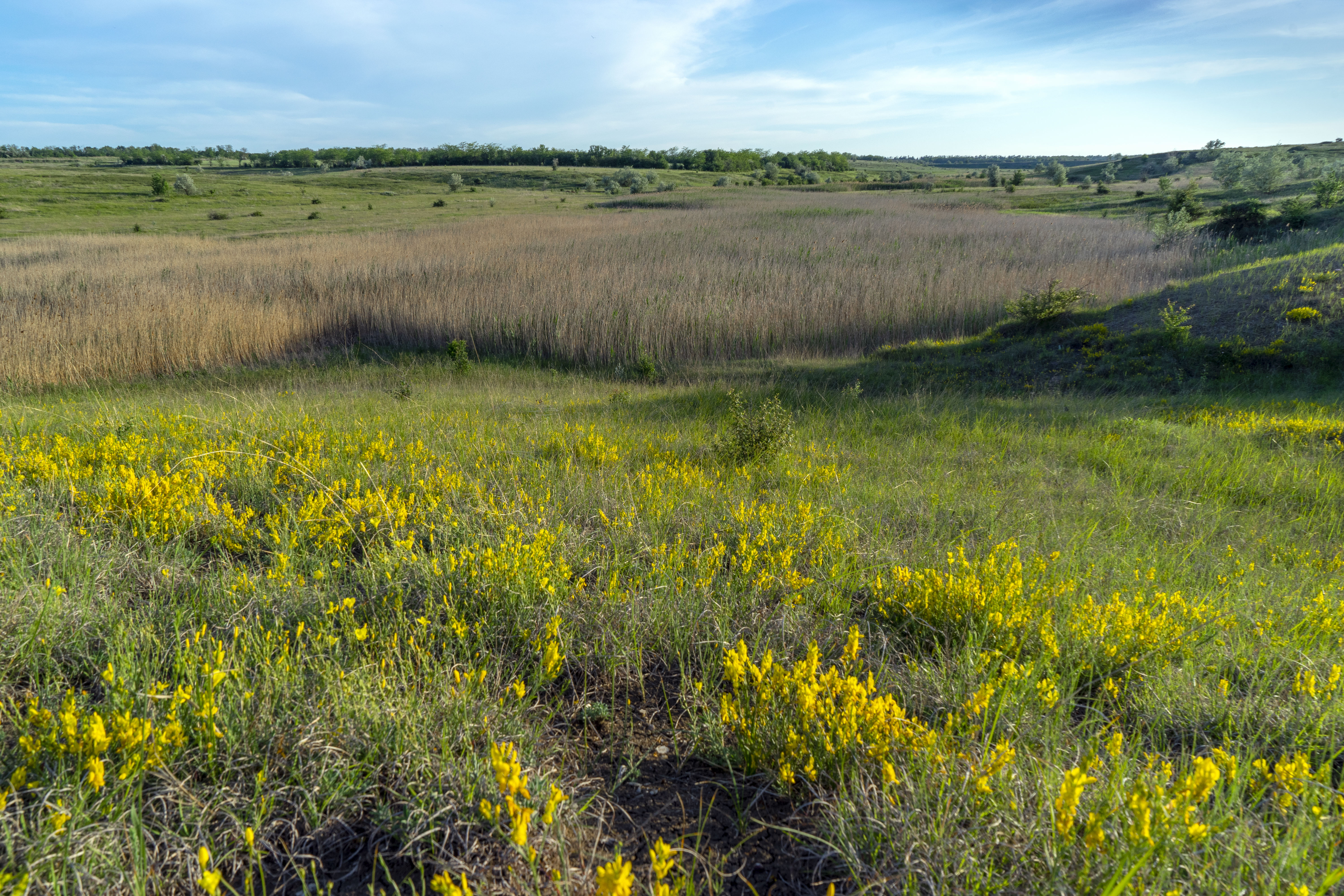
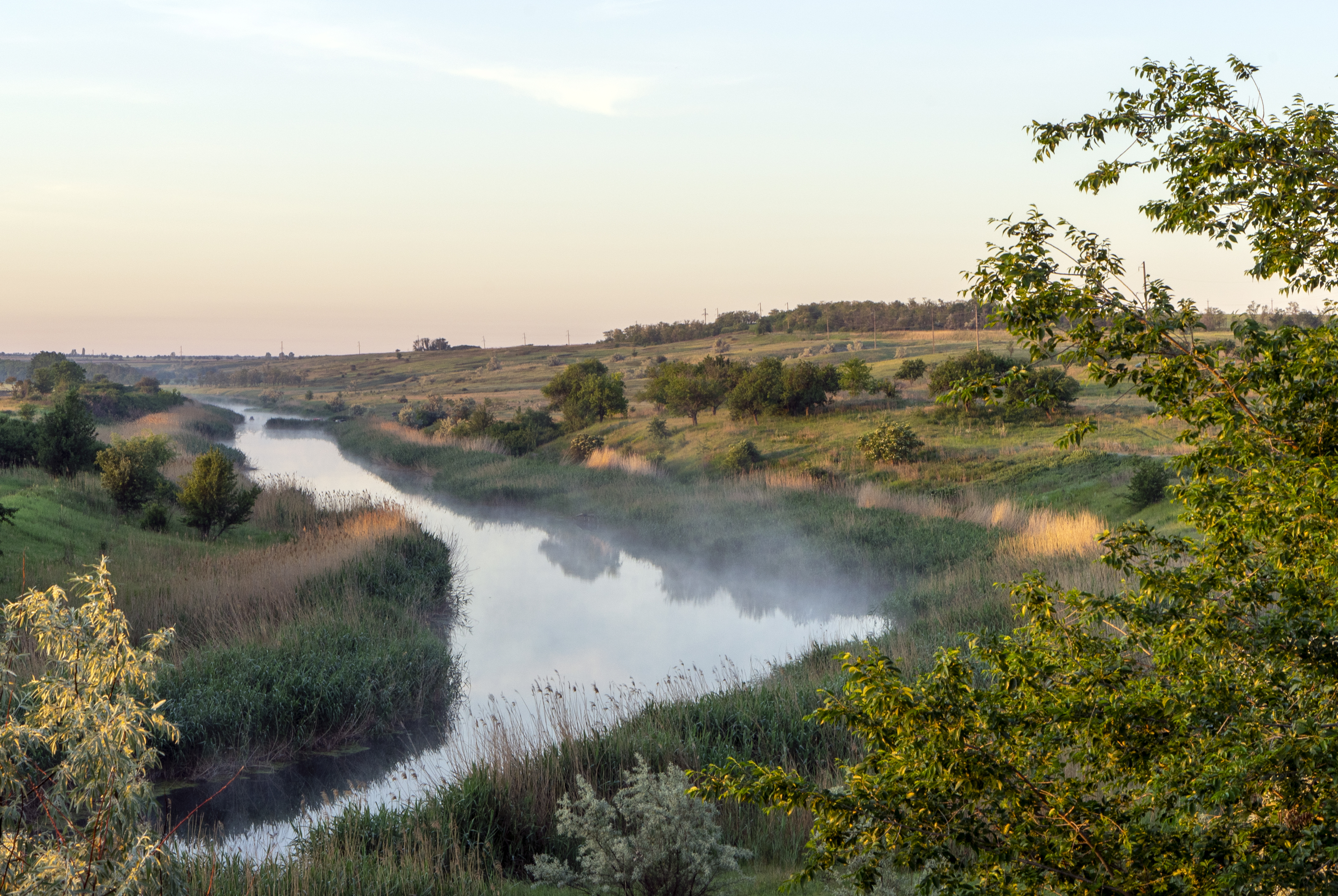
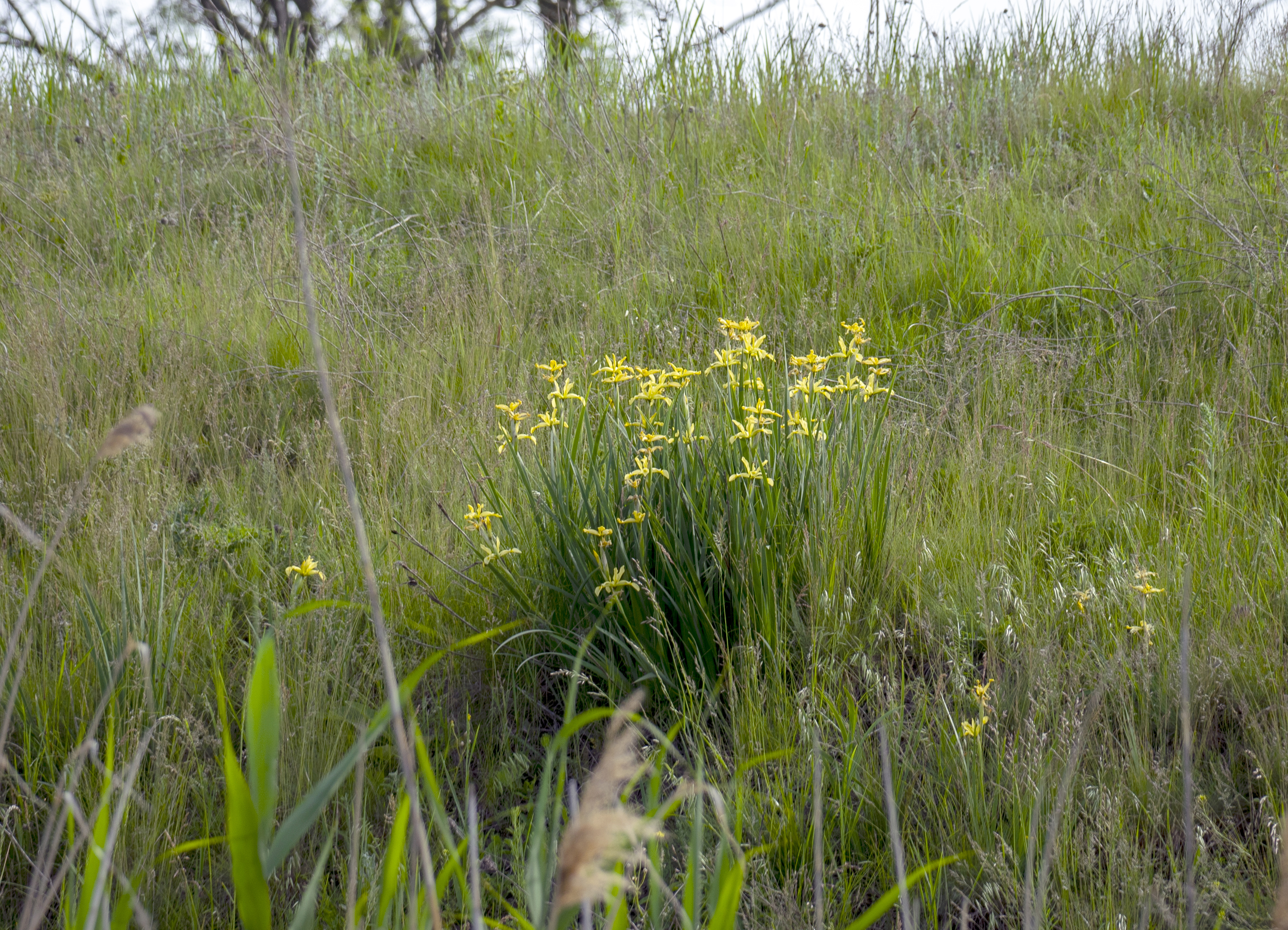
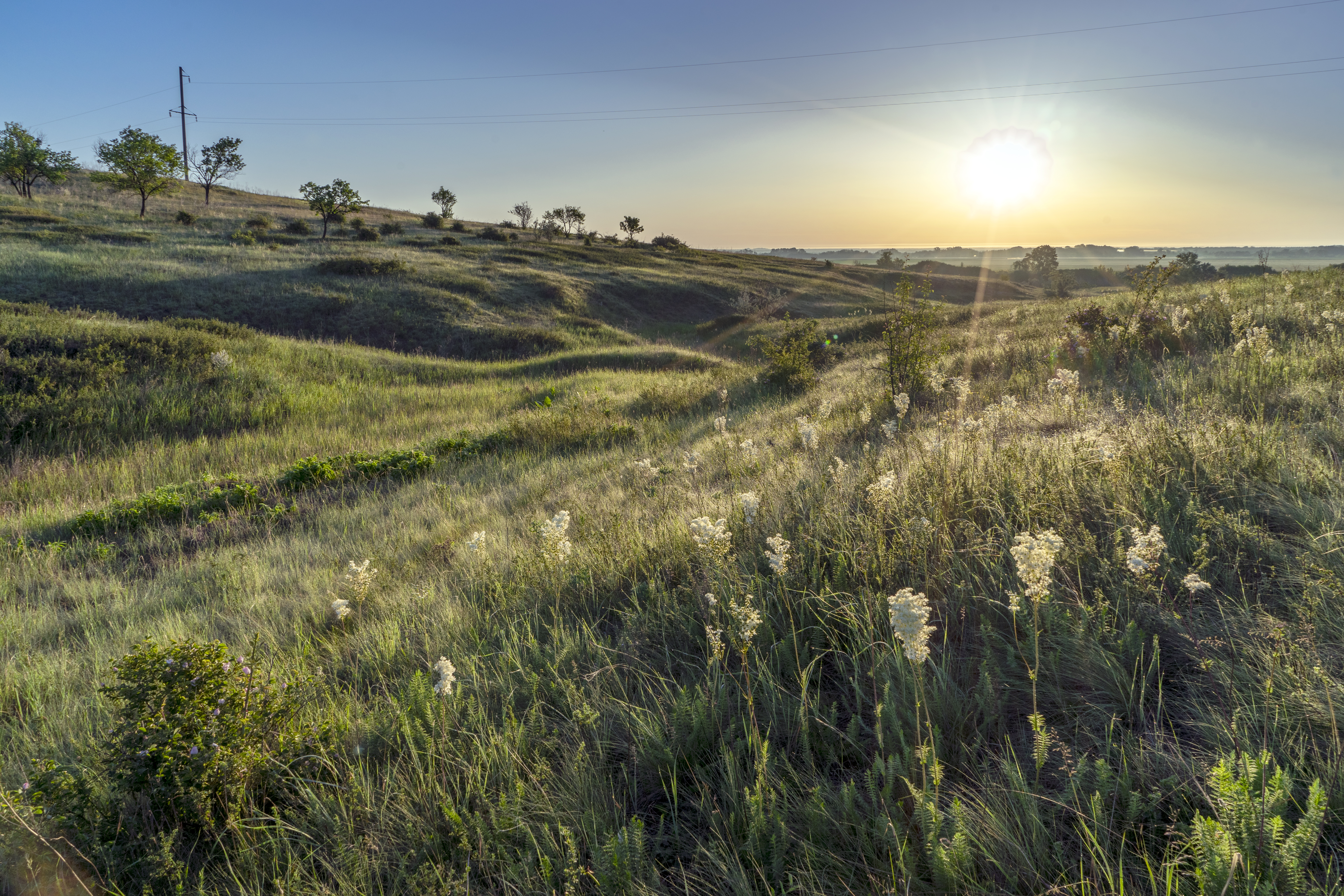